# Bolitoglossa alberchi
Espèce
Statut de conservation UICN

 VU  : Vulnérable
Bolitoglossa alberchi est une espèce d'urodèles de la famille des Plethodontidae.

## Répartition
Cette espèce est endémique du Mexique. Elle se rencontre dans la région de Los Tuxtlas dans le sud de l'État de Veracruz, dans la région de Chimalapas dans l'extrême Est de l'État d'Oaxaca et dans l'Ouest et le centre de l'État de Chiapas. Elle est présente jusqu'à 1 000 m d'altitude,.

## Étymologie
Cette espèce est nommée en l'honneur de Pere Alberch Vie (1954-1998).

## Publication originale
- García-París, Parra-Olea, Brame & Wake, 2002 : Systematic revision of the Bolitoglossa mexicana species group (Amphibia: Plethodontidae) with description of a new species from Mexico. Revista Española de Herpetología, vol. 16, p. 43-71.